# Kesi

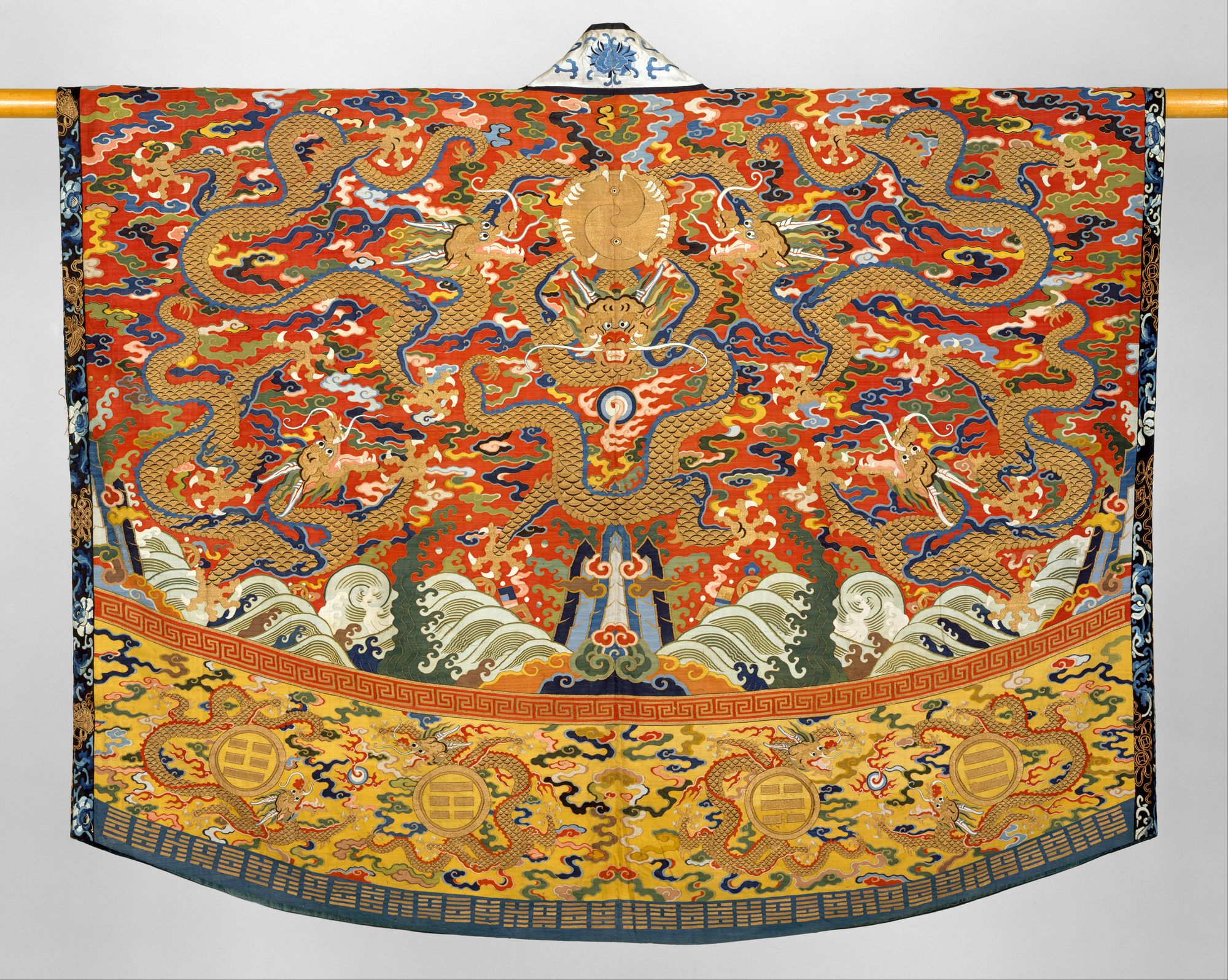
Robe de prêtre taoïste, dynastie Ming, XVIIe siècle (MET).

Le kesi (ou k’o-ssu, en chinois simplifié : 缂丝 ; chinois traditionnel : 緙絲 ; pinyin : kèsī ; litt. « soie gravée ») est une technique chinoise de tapisserie. Il se caractérise par l’utilisation de fils métalliques ou de soie, et par ses motifs de couleurs vives.

## Étymologie
Le terme kesi pourrait être un emprunt du persan qazz ou de l’arabe khazz ; la transcription en chinois utilise parfois pour la deuxième syllabe le caractère correspondant à la soie, ce qui concourt à la traduction littérale de « soie gravée » ou « soie gravée ». Les termes qazz et khazz désignent respectivement la soie brute ou des vêtements de soie, et des tissus faits à partir de soie.

## Histoire
Ce type de tapisserie est mentionné dans des textes remontant à la dynastie Song du Nord (960-1127). Il aurait été présent en Chine depuis la dynastie Tang, et pourrait y avoir été apporté par des tribus ouïghoures. Des objets du quotidiens ornés de kesi étaient en usage sous la dynastie Song ; des vêtements utilisant cette technique ont également été retrouvé dans une tombe de la dynastie Liao. Des icônes bouddhistes sont également réalisées en kesi à la période Yuan. À la période Ming, le kesi est utilisé pour réaliser des robes impériales ou des portraits, puis sous la dynastie Qing, il sert à la reproduction d’œuvres d’art, ainsi qu’à la fabrication de rideaux ou autres éléments d’ameublement pour la famille de l’empereur. Après la révolution chinoise de 1911, le système impérial est remplacé, et l’utilisation du kesi décline jusque dans les années 1960, où des ateliers sont à nouveau ouverts.

## Caractéristiques
La tapisserie est confectionnée à partir de fils de soie de couleur vive et de fils métalliques ; ils sont utilisés pour représenter de façon à la fois naturaliste et vivante fleurs et animaux. La répartition des éléments décoratifs varie selon l’époque et la provenance géographique des ouvrages : ceux des Song du nord sont plus réguliers et uniformes que ceux d’Asie centrale, plus exubérants et variables. Les motifs sont similaires sur les deux faces de la tapisserie et peuvent avoir une portée symbolique, comme le dragon, symbole de l’empereur, représenté sur les robes impériales.

## Galerie

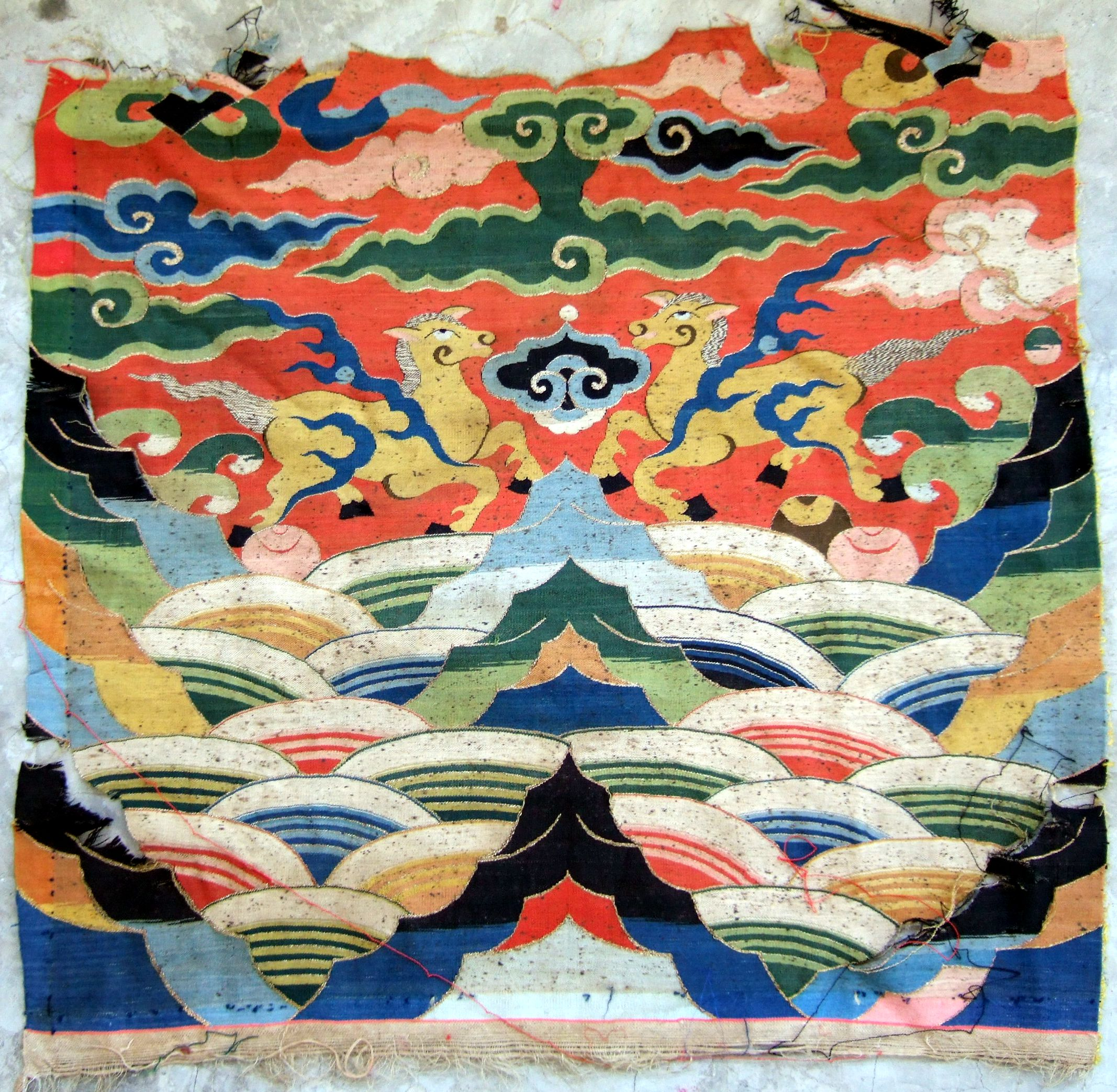
Panneau représentant des chevaux.
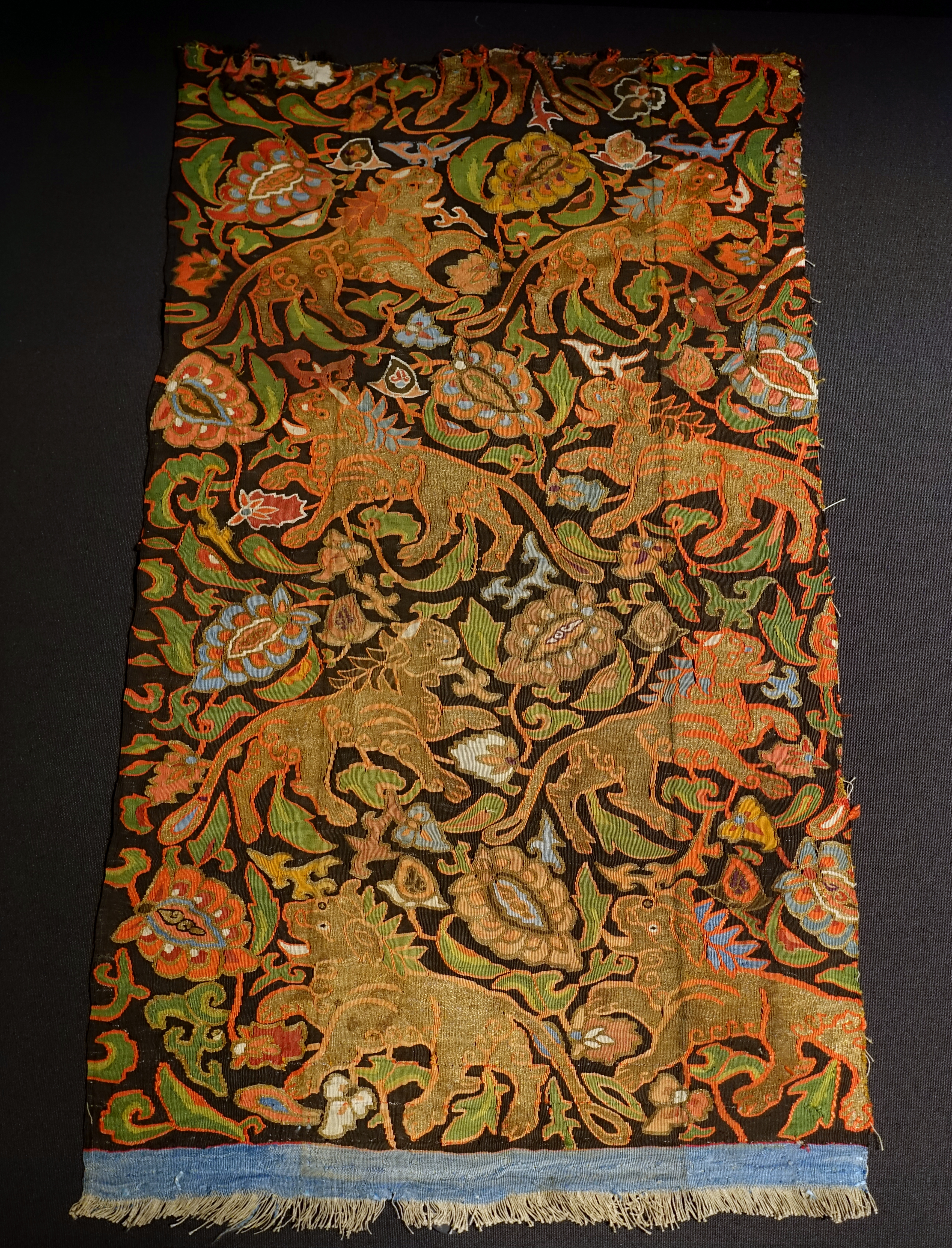
Motifs de lions et d’arabesques (Musée national de Tokyo).
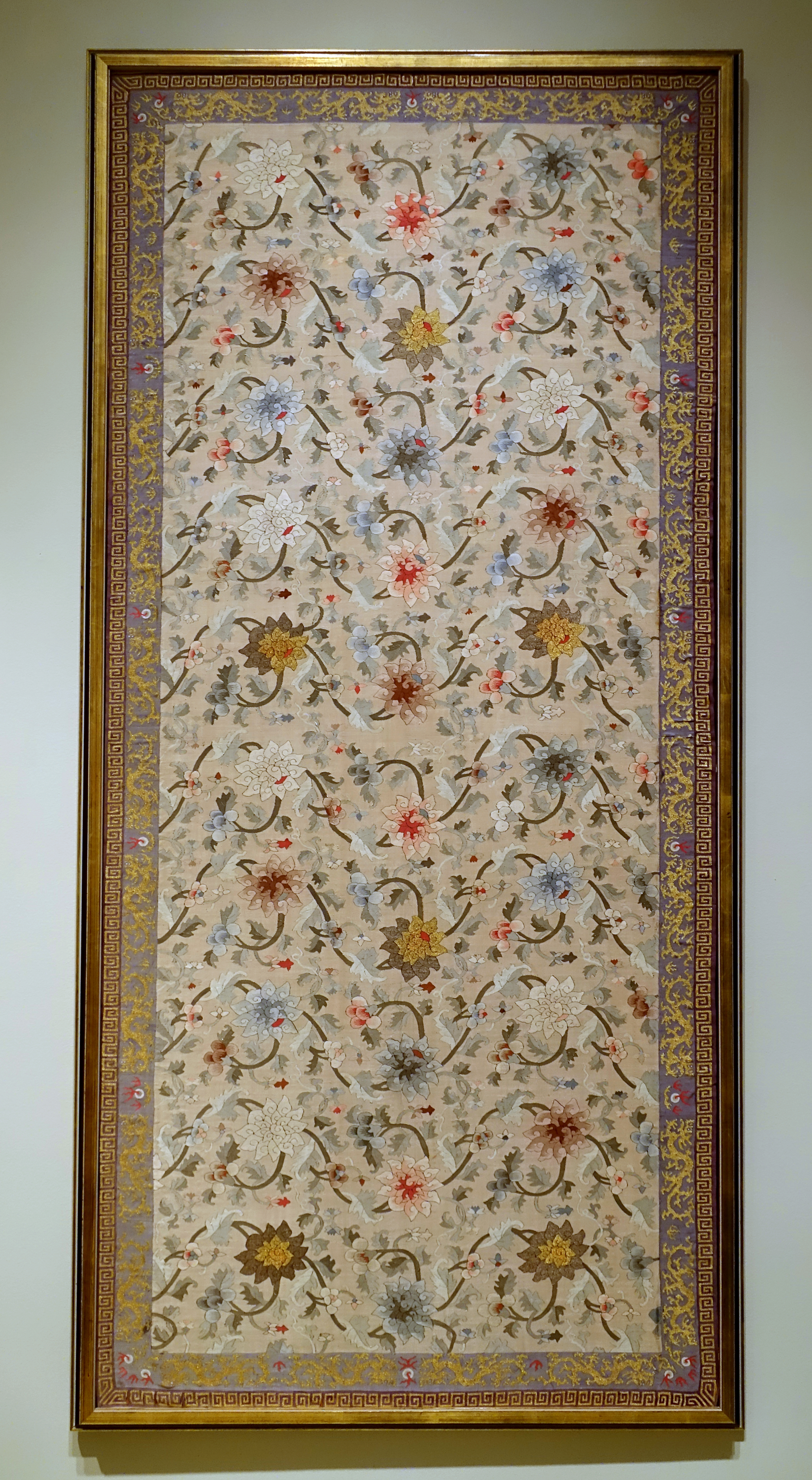
Fleurs de lotus (Portland Art Museum).
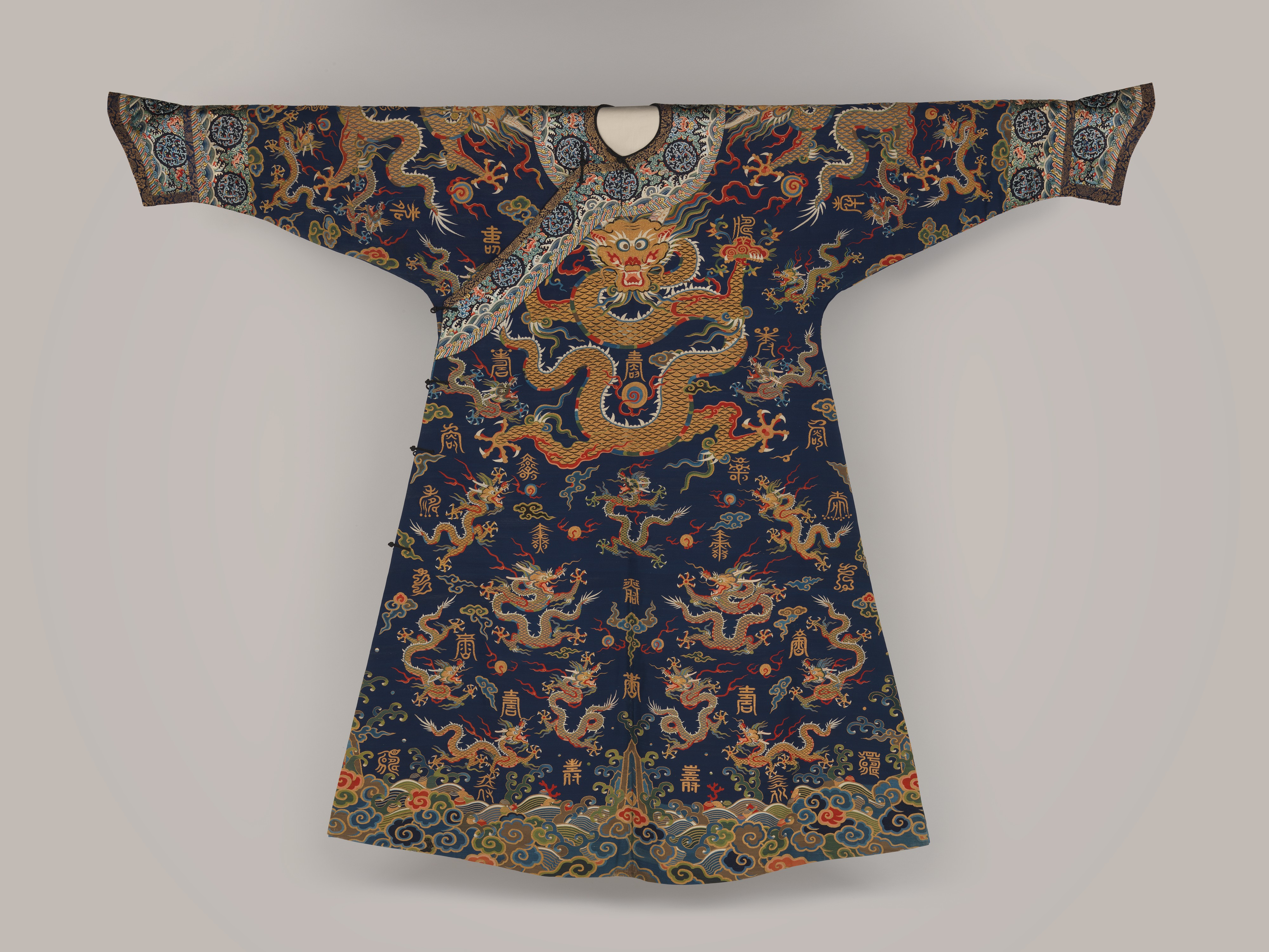
Robe de cour représentant des dragons (Metropolitan Museum of Art).